# ألسدير سميث
ألسدير سميث (بالإنجليزية: Alasdair Smith)‏ هو اقتصادي بريطاني، ولد في 1949.